# 肖恩·伊萬斯
肖恩·伊萬斯（Shaun Evans，1980年3月6日—）是英國演員，家族來自北愛爾蘭，或譯「尚恩·伊凡斯」。他最著名的作品是在獨立電視台電視劇《摩斯探長前傳》出演莫爾思（Morse）角色。

## 電視劇
- 《血洗白教堂》第三季（2011年）
- 《摩斯探長前傳》（2012年－）

## 電影
- 2003年《歡唱愛爾蘭（英语：The Boys from County Clare）》
- 2004年《縱情天后（英语：Being Julia）》
- 2006年《超市夜未眠》
- 2007年
- 2007年《無處可逃（英语：Gone (2007 film)）》
- 2007年《夏威夷公主（英语：Princess Kaiulani (film)）》

## 外部連結
- 肖恩·伊萬斯在互联网电影资料库（IMDb）上的資料（英文）